# Antikausativ
Antikausativ – (auch rezessiv (lateinisch recedere‚ zurückweichen), ergativiert, ergativ und bei Reflexivität medial genannt) – ist eine Valenzoperation, bei der ein Kausativum um seine Dimension des Veranlassens reduziert wird. Hierbei entfällt das Agens – der handelnde Teilnehmer der Situation –, und das antikausative Verb erscheint nur noch mit einem Teilnehmer, welcher das Objekt der kausativen Variante ist. Im Unterschied zum Passiv wird beim Antikausativ aber nicht nur das Agens, sondern auch die Bedeutungskomponente des verursachenden Geschehens eliminiert.
Beispiel:
- Er zerbricht das Glas   –    Das Glas zerbricht

Das Antikausativ wird den Diathesen zugerechnet, denn die Valenz des Verbs wird verringert.
Eine sichtbare Markierung erhält die antikausative Verbvariante im Deutschen nur bei medialen Verben durch das Reflexivum „sich“, zum Beispiel „öffnen“ – „sich öffnen“. In anderen Sprachen, wie zum Beispiel dem Russischen, ist die antikausative Variante öfter morphologisch markiert, wohingegen in Sprachen wie dem Arabischen nur bei kausativen Ableitungen eine morphologische Markierung erfolgt.